# 펠리체 카소라티

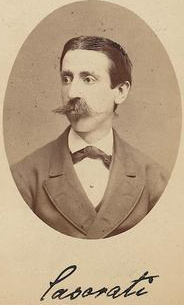
펠리체 카소라티

펠리체 카소라티(이탈리아어: Felice Casorati, 1835년 12월 17일 - 1890년 9월 11일)는 이탈리아의 수학자로, 복소 해석학에서의 카소라티-바이어슈트라스 정리(Casorati-Weierstrass theorem)로 유명하다. 이탈리아의 파비아에서 태어나서 카스테조(Casteggio)에서 사망하였다. 수학자 프란체스코 브리오스키(Francesco Brioschi)의 아래에서 수학하였다.
카소라티와 카를 바이어슈트라스의 이름을 따서 지어진 카소라티-바이어슈트라스 정리는 본질적 특이점(essential singularity) 근처에서 정칙함수들이 가지는 성질들에 대한 아주 중요한 결과이다.

## 카소라티의 저서
- Teorica delle funzioni di variabili complesse[깨진 링크(과거 내용 찾기)] (Fratelli Fusi, Pavia, 1868) (also at this URL)